# Hartland Abbey

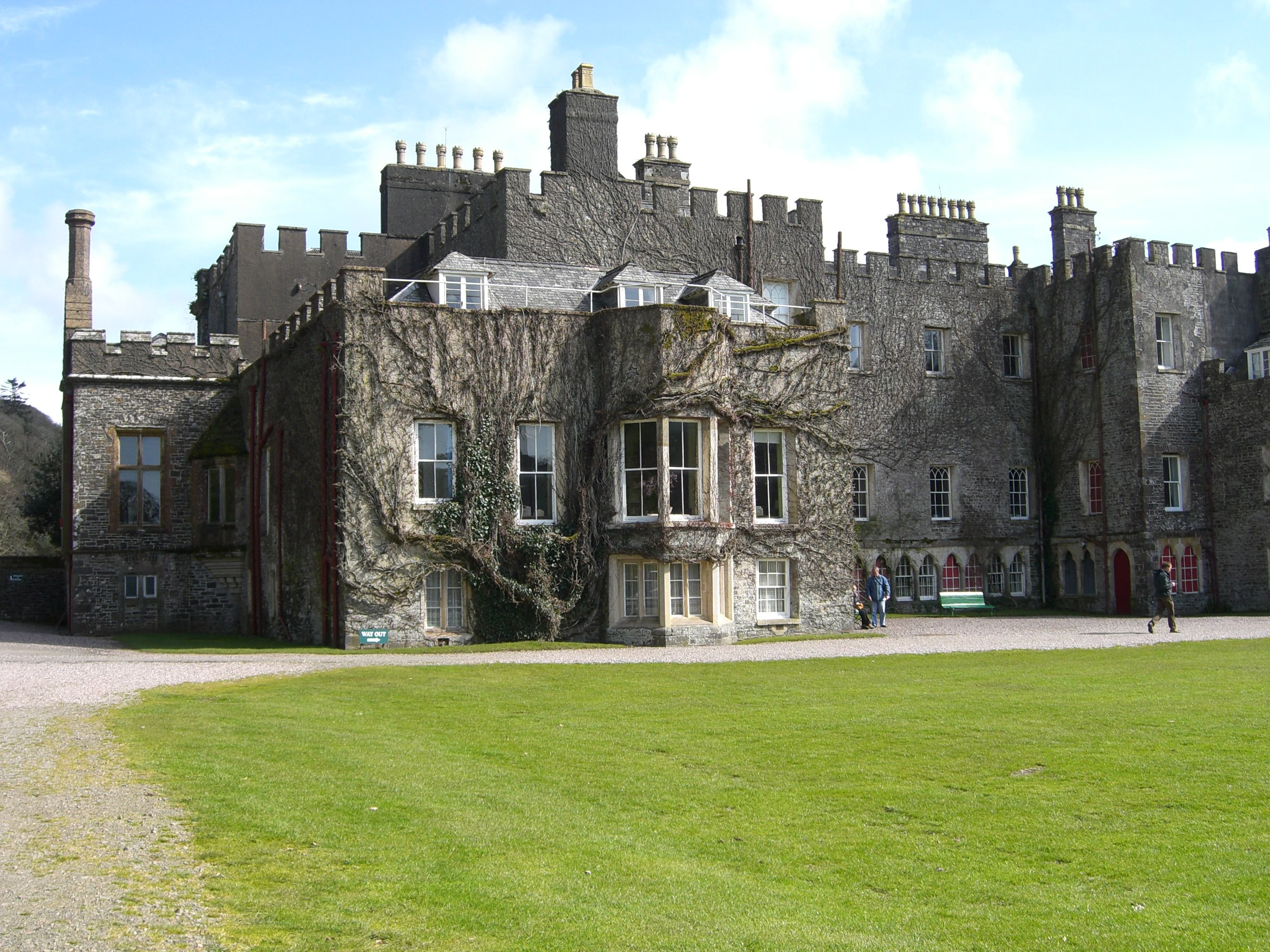
Facciata di Hartland Abbey

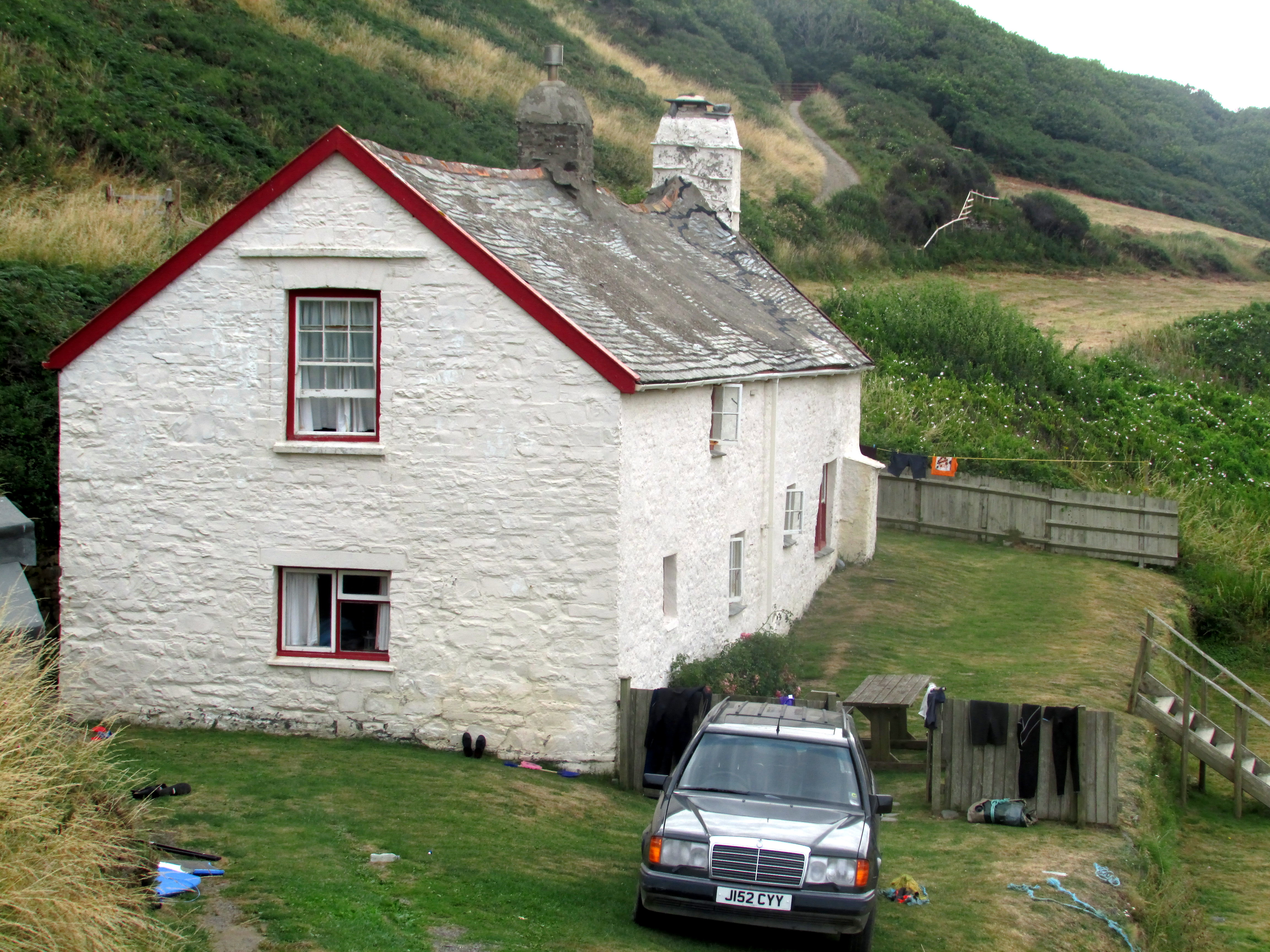
Cottage all'interno della tenuta

Hartland Abbey è una casa di campagna inglese nel villaggio di Hartland, nella contea del Devon (Inghilterra sud-occidentale), realizzata nel corso del XVIII secolo e in parte nel XIX secolo sulle rovine di un'ex-abbazia agostiniana (da cui il nome) del XII secolo. È la residenza della famiglia Stucley.
L'ex-abbazia di Hartland, incorporata nella residenza, fu l'ultimo monastero ad essere dismesso da Enrico VIII d'Inghilterra. La residenza di Hartland Abbey è classificata come palazzo di I grado.

## Storia
L'abbazia agostianiana di Hartland venne fondata nel 1157 da Lord Dynham, proprietario della tenuta di Hartland come rifondazione della comunità religiosa di San Nictan e venne consacrata tre anni dopo dal vescovo Bartolomeo.
L'edificio ospitò i monaci agostiniani fino al 1537 o 1539 e, in seguito alla dissoluzione dei monasteri voluta da Enrico VIII, fu ceduto da quest'ultimo a William Abbot, suo sergente a Hampton Court.
Dopo il 1583, la tenuta passò quindi in seguito al matrimonio di Prudence Abbot con Andrew Luttrell, signore del castello di Dunster, nelle mani di quest'ultima famiglia e, successivamente, divenne di proprietà della famiglia Orchard (che sarebbe poi rimasta proprietaria di Hartland Abbey per 100 anni) in seguito al matrimonio di Mary Luttrell con Paul Orchard, avvenuto nel 1704. Proprio su iniziativa di Paul Orchard furono apportate a partire dal 1705 delle opere di ristrutturazione dell'antico monastero.
Successivamente, nel 1779 il figlio di quest'ultimo, che di nome faceva sempre Paul, fece demolire gran parte della struttura religiosa, tra cui la cappella, e incaricò l'architetto John Meadows di trasformarla in una residenza georgiana. Paul Orchard jr. fece anche realizzare la sala da pranzo, la sala da disegno e la sala da biliardo.
L'edificio rimase di proprietà dei discendenti di William Abbot fino al 1813, anno in cui passò nelle mani di George Buckley. In seguito, un discendente di quest'ultimo assunse il cognome Stucley e da lì in poi la tenuta sarebbe stata di proprietà di questa famiglia.
Nel 1845, le sale da pranzo, da disegtno e da biliardo fatte realizzare da Paul Orchard jr. furono rinnovante per volere dell'allora proprietario Sir George Stucley. Lo stesso George Stucley incaricò nel 1862 l'architetto vittoriano George Gilbert Scott di realizzare un corridoio che imitasse la struttura architettonica dell'Alhambra di Granada.
All'epoca della prima guerra mondiale, i giardini di Hartland Abbey erano andati pressoché perduti, ma furono riportati all'antico splendore grazie a un'opera di restauro intrapresa nel 1996.
Nel 2016, Hartland Abbey si aggiudicò il premio come la residenza più bella insignito dal North Devon Journal.

## Architettura

### Esterni
Il palazzo è costituito da tre piani e ha una facciata gotica.
Il parco attorno al palazzo si estende per 50 acri.
Nel parco si trovano tre giardini a muratura del XVIII secolo, un felceto vittoriano, il Bog Garden, il Blackpool Mill, ecc. Nei giardini attorno al palazzo crescono fiori quali azelee, camelie, rododendri e rose.

### Interni
Gli interni sono realizzati in vari stili: medievale, georgiano, vittoriano, regency, ecc. e sono stati decorati dall'architetto George Gilbert Scott.
Nel palazzo sono conservati vari documenti scoperti negli anni cinquanta del XX secolo, i più antichi dei quali risalgono al 1160, oltre a una collezione fotografica di epoca vittoriana ed edoardiana. Vi si trova inoltre un'esposizione dedicata a un illustre membro della famiglia Stucley, l'antiquario William Stucley, noto per i suoi studi su Stonehenge.

## Hartland Abbey nella cultura di massa

### Letteratura
- Nel romanzo di Jane Austen Ragione e sentimento, pubblicato nel 1811, Hartland Abbey figura come la dimora della famiglia Dashwood[5][7]

### Cinema e televisione
- Nel 2006, Hartland Abbey fu una delle location del film TV della ZDF basato su un romanzo di Rosamunde Pilcher Die Muschelsucher[7][4]
- Nell'aprile del 2015 furono girate a Hartand Abbey alcune scene della fiction della BBC The Night Manager, basata sull' omonimo romanzo di John Le Carré[5][4][7][8]
- Nel 2017 furono girate a Hartland Abbey alcune scene del film, diretto da Mike Newell e con protagonista Lily James  Il club del libro e della torta di bucce di patata di Guernsey, basato sull'omonimo romanzo di Mary Ann Shaffer e Annie Barrows[5]
- Nel 2018, furono girate a Hartland Abbey alcune scene della miniserie televisiva con protagonisti Julia Ormond e Ben Barnes Gold Digger[4]
- Hartland Abbey fu una delle principali location della serie televisiva del 2020 Malory Towers[4]